# Huamuxtitlán
Huamuxtitlán es una ciudad perteneciente al estado de Guerrero, México. Está ubicada en la región de La Montaña de dicha entidad. Es la cabecera del municipio de Huamuxtitlán. 

## Toponimia
La palabra Huamuxtitlán deriva del vocablo náhuatl cuamochitl - guamúchil y titlán  que significa "entre guamúchiles" o lugar de huamuchil.
Se da por asentado que el nombre primitivo fue Coamoxtitlán.

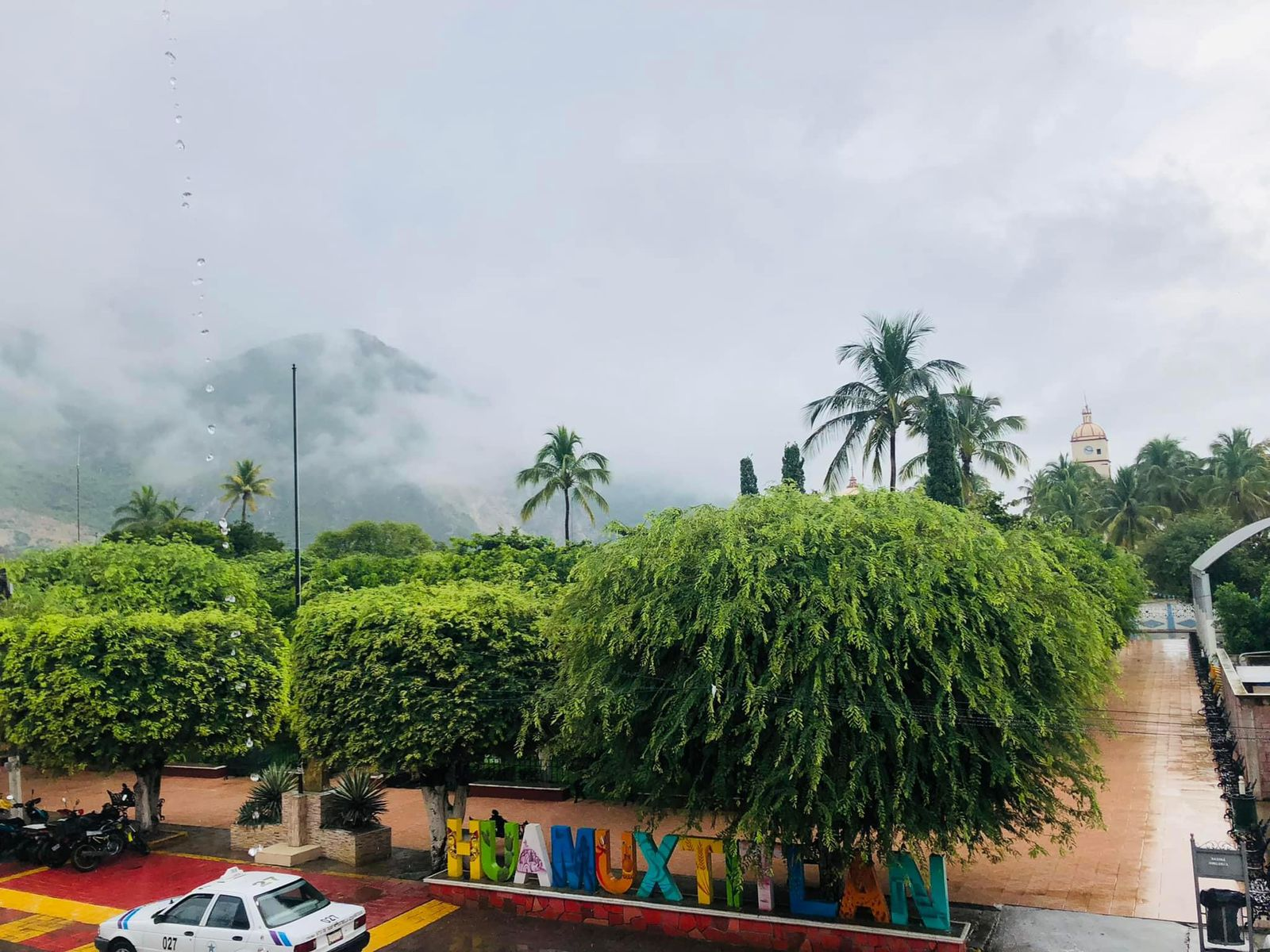
Explanada Huamuxtitlán

### Historia
No se sabe a ciencia cierta la historia de este poblado, ya que no se cuenta con bases suficientes para saber su origen. Se sabe que su fundación recibió el nombre de Cuamuztitlán que significa "Lugar de chamucle", que fue fundada por tribus mixtecas y nahuas con las cuales emparentaron en 1506, en un lugar conocido como plaza vieja, al sur de este lugar. 
Existen algunas fuentes escritas que señalan que el pueblo de Huamuxtitlán perteneció a la cabecera mixteca de Alcozauca.
Tanto mixtecas como tlapanecos fueron asediados por los mexicas, y sometidos finalmente por Moctezuma Ilhuicamina en 1458, quien se interesó más en tributo que en dominio territorial. Al crearse las provincias tributarias mexicas, Huamuxtitlán perteneció a la provincia de Tlapa.

#### Monumentos Históricos
Se encuentran los sitios arqueológicos conocidos como La Laguna y Plaza Vieja, y otro en la cúspide del cerro Atlixtac; el templo de Santa María de la Asunción, monumento histórico de arquitectura agustina que se comenzó a construir en 1534, ubicado en la cabecera municipal; atrás de este templo se encuentra la llamada Pirámide Central.

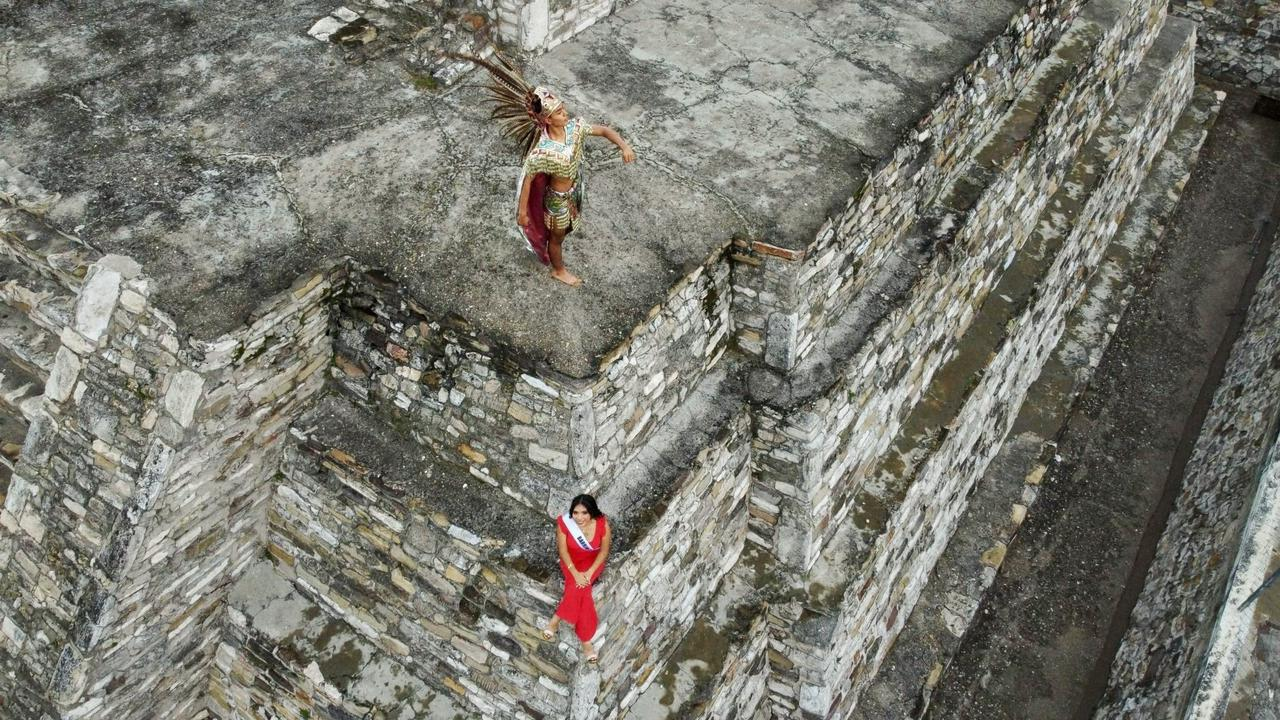
Zona arqueológica Huamuxtitlán

Dentro del mencionado municipio se encuentra una construcción piramidal construida por la cultura de los tarascos (Yopes) cultura propia de Huamuxtitlán, dicha pirámide se  ubicada a un lado del mercado municipal en el centro de la localidad; otro de los muchos puntos turísticos con los que cuenta Huamuxtitlán es la zona arqueológica La Laguna en donde se encuentran múltiples pirámides y en la punta del cerro de la Laguna se encuentran vestigios de lo que fue la civilización que se asentó en territorios Huamuxtecos lugar denominado "Plaza Vieja"

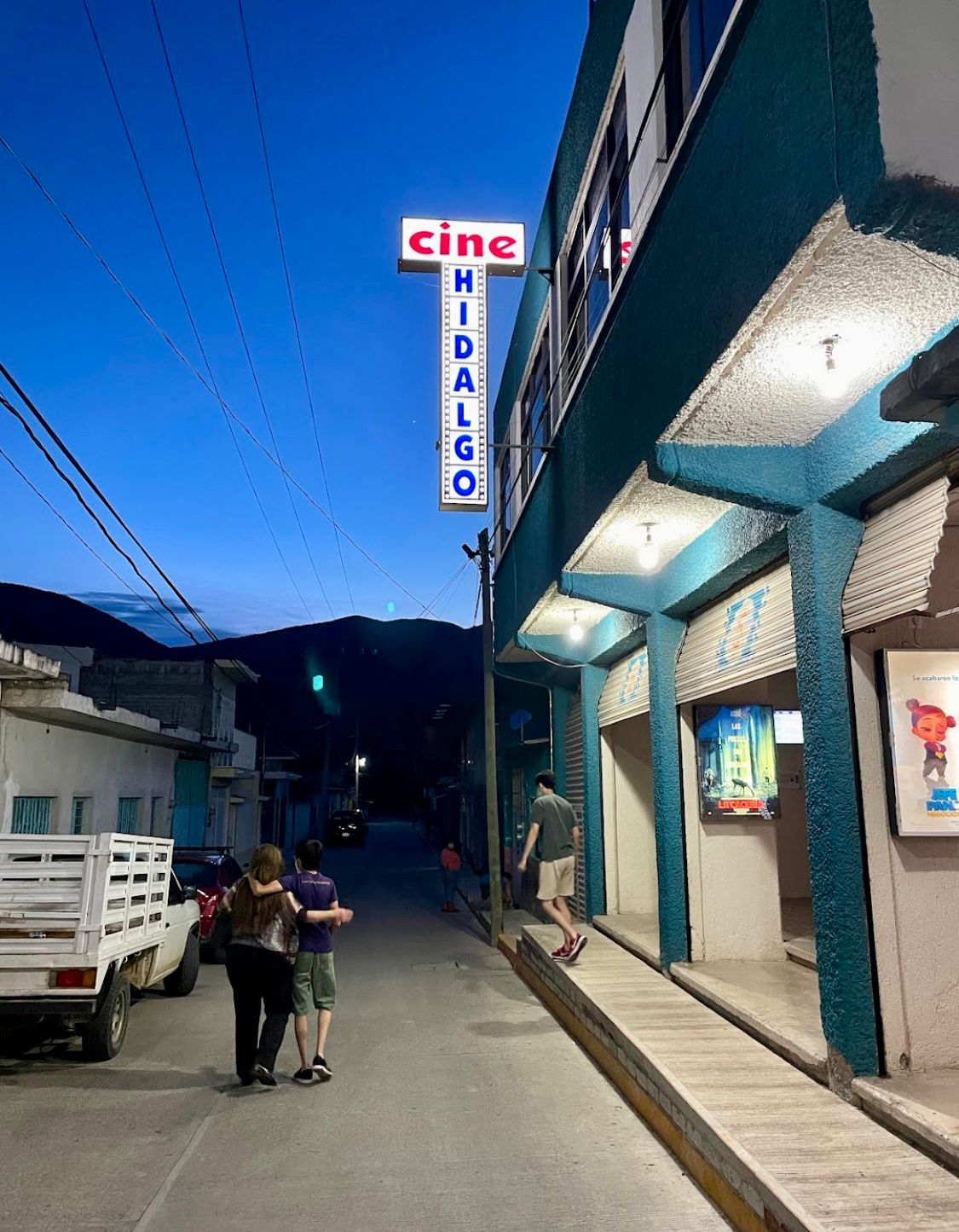
Cine Hidalgo

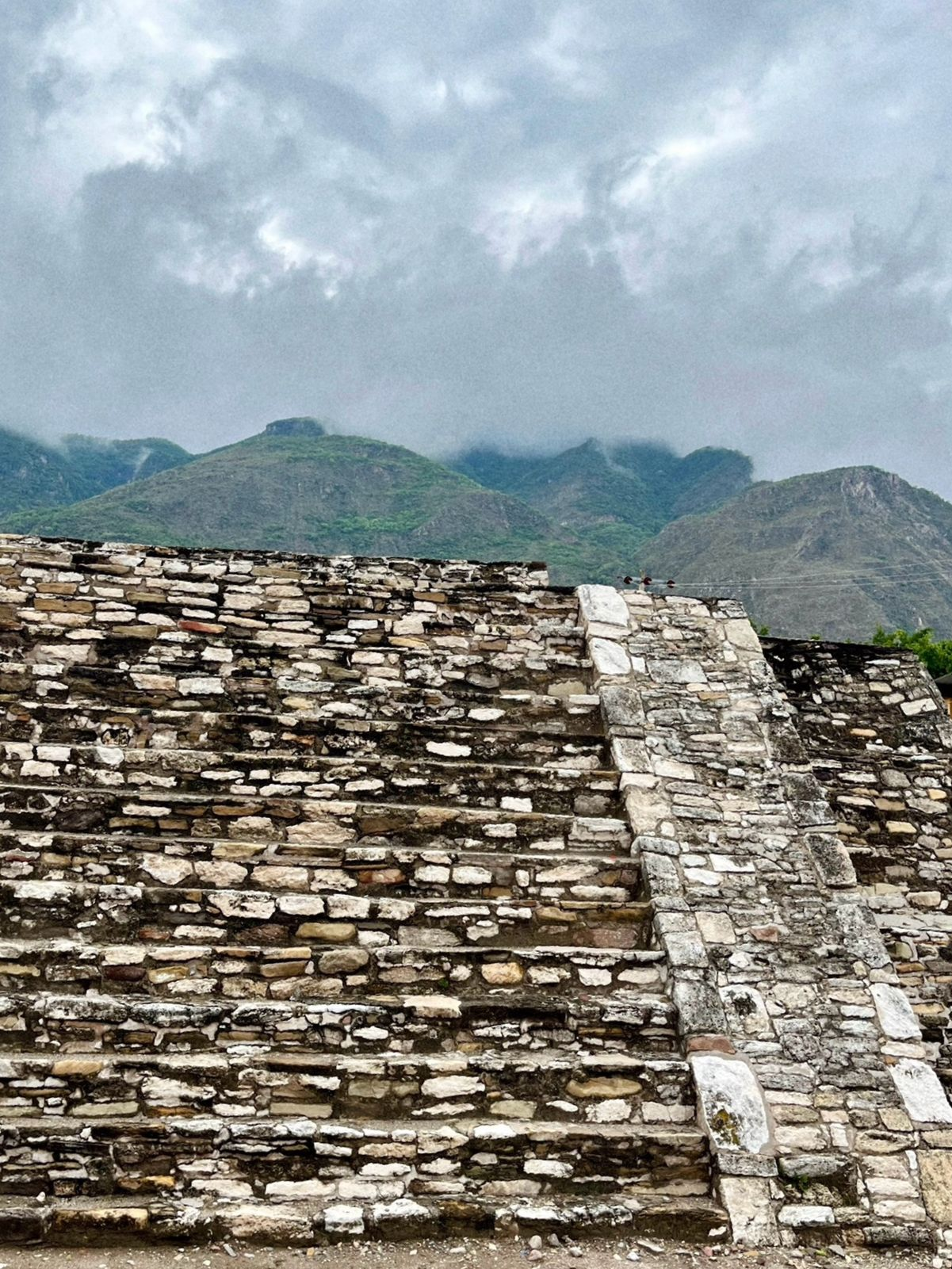
Pirámide Central

De acuerdo a los resultados del Censo de Población y Vivienda 2020 realizado por el Instituto Nacional de Estadística y Geografía (INEGI), el municipio de Huamuxtitlán contaba hasta ese año con un total de 17,488 habitantes, de los cuales, 47.4% corresponde a hombres y 52.6% a mujeres.

## Atractivos turísticos y culturales
- Laguna Ojo de Mar

- Zona arqueológica

- Museo Municipal

- Bocana
- La Plaza Vieja
- Cine Hidalgo
- Cerro Picaho

## Fiestas, tradiciones y leyendas

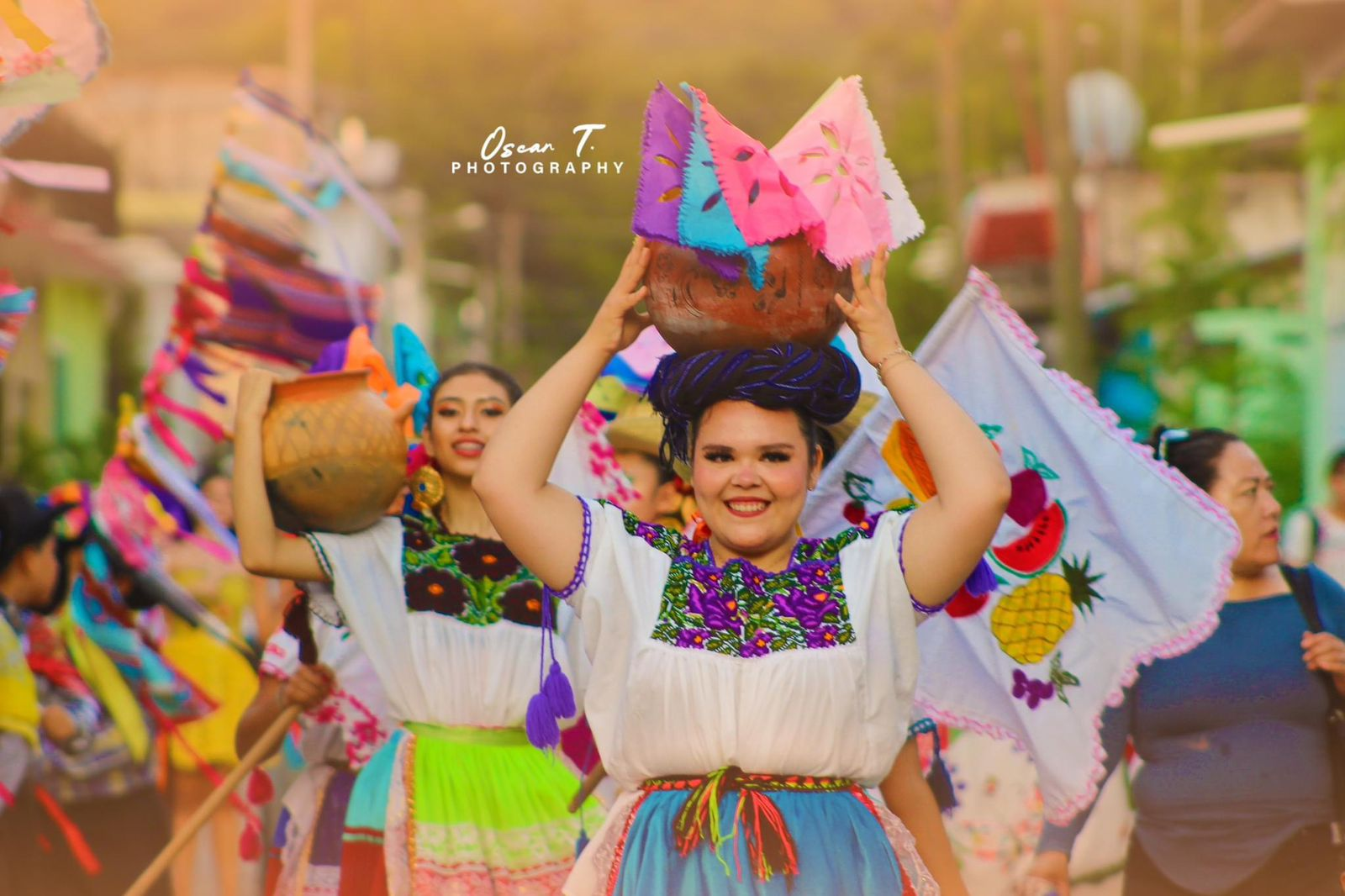
Danza de la olla y la chapata

Las fiestas tradicionales que se realizan en este municipio son varias en cada pueblo, ya que a veces en los distintos barrios se venera el mismo santo patrono, a quien se festeja año tras año con actos pagano–religiosos. Además, se conmemoran las fechas patrias.

#### La Feria del Arroz
Del 8 al 15 de diciembre, se celebra una feria muy concurrida por la gente en el centro de la región, se elige a la Reina de la Feria del Arroz, a través de un Conquián de Gallos, quién gana se corona como Reina, seguida de sus dos Princesas.

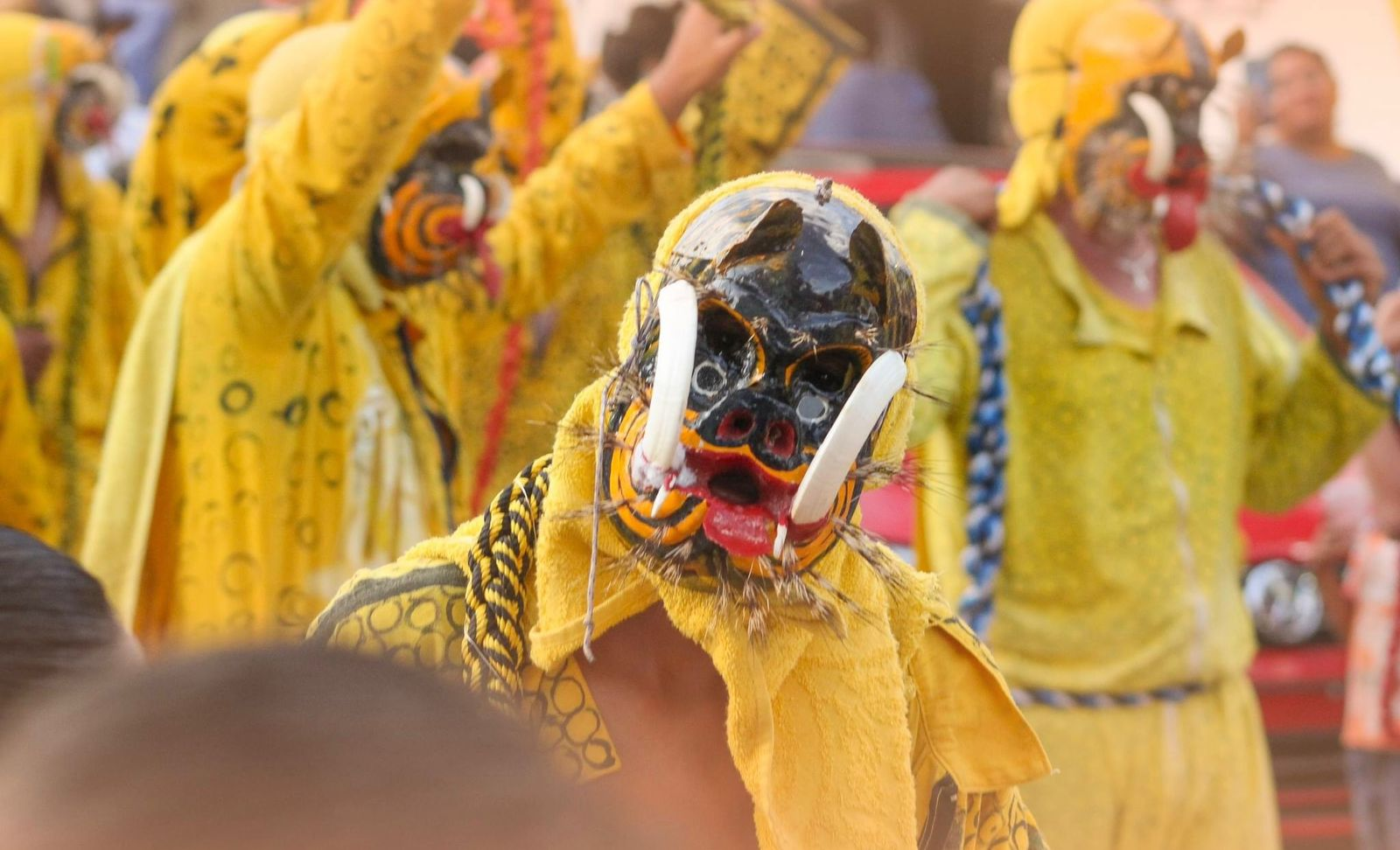
Danza de los tecuanes

Las danzas de mayor tradición son: Los Tecuanes, Los 12 Pares de Francia, La Tortuga, Los Moros, El Diablo y La Muerte, entre otras.
Es del dominio público la leyenda de la sirena que habita en la laguna de Huamuxtitlán, quien con sus cantos atrae a los hombres para ahogarlos.

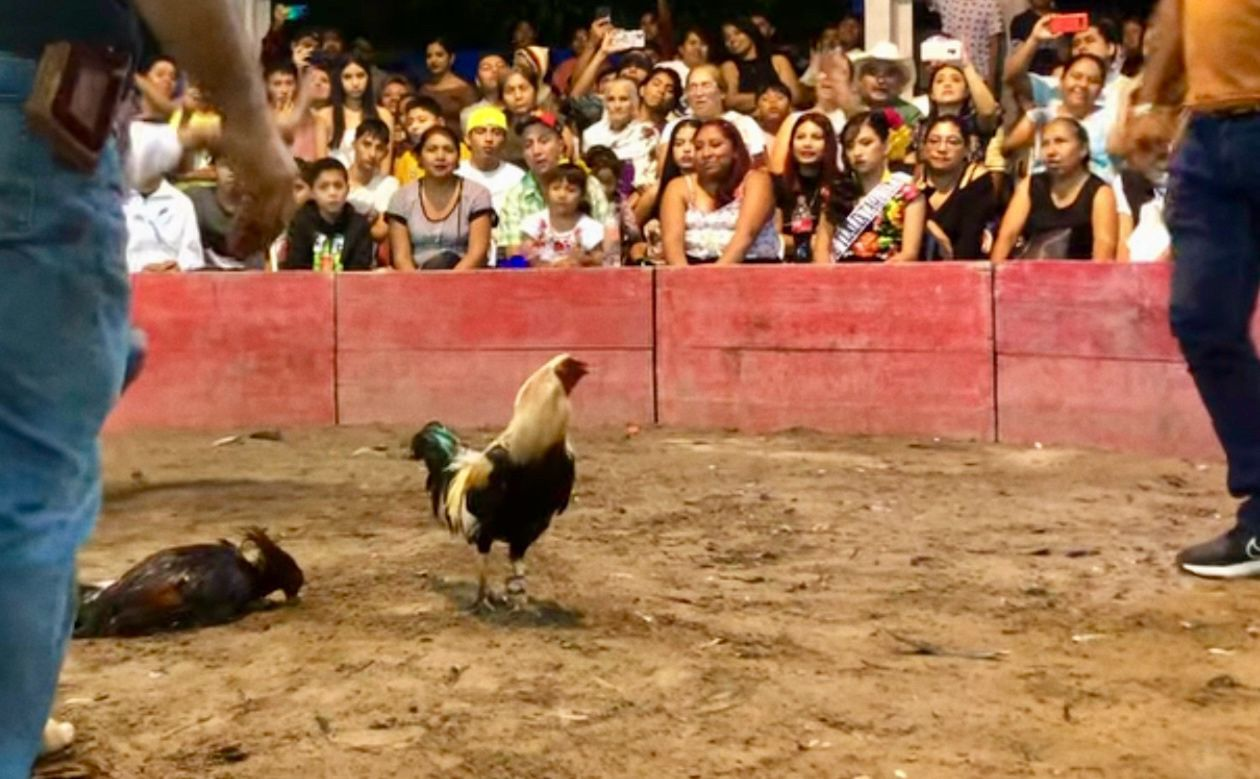
Conquián de Gallos

## Hidrografía
Los principales recursos con los que cuenta el municipio son el río San Tlapaneco, río Tecoloyan y las lagunas de Palapa y Huamuxtitlán, las cuales alimentan y dan sustento a la actividad agropecuaria. 

## Clima

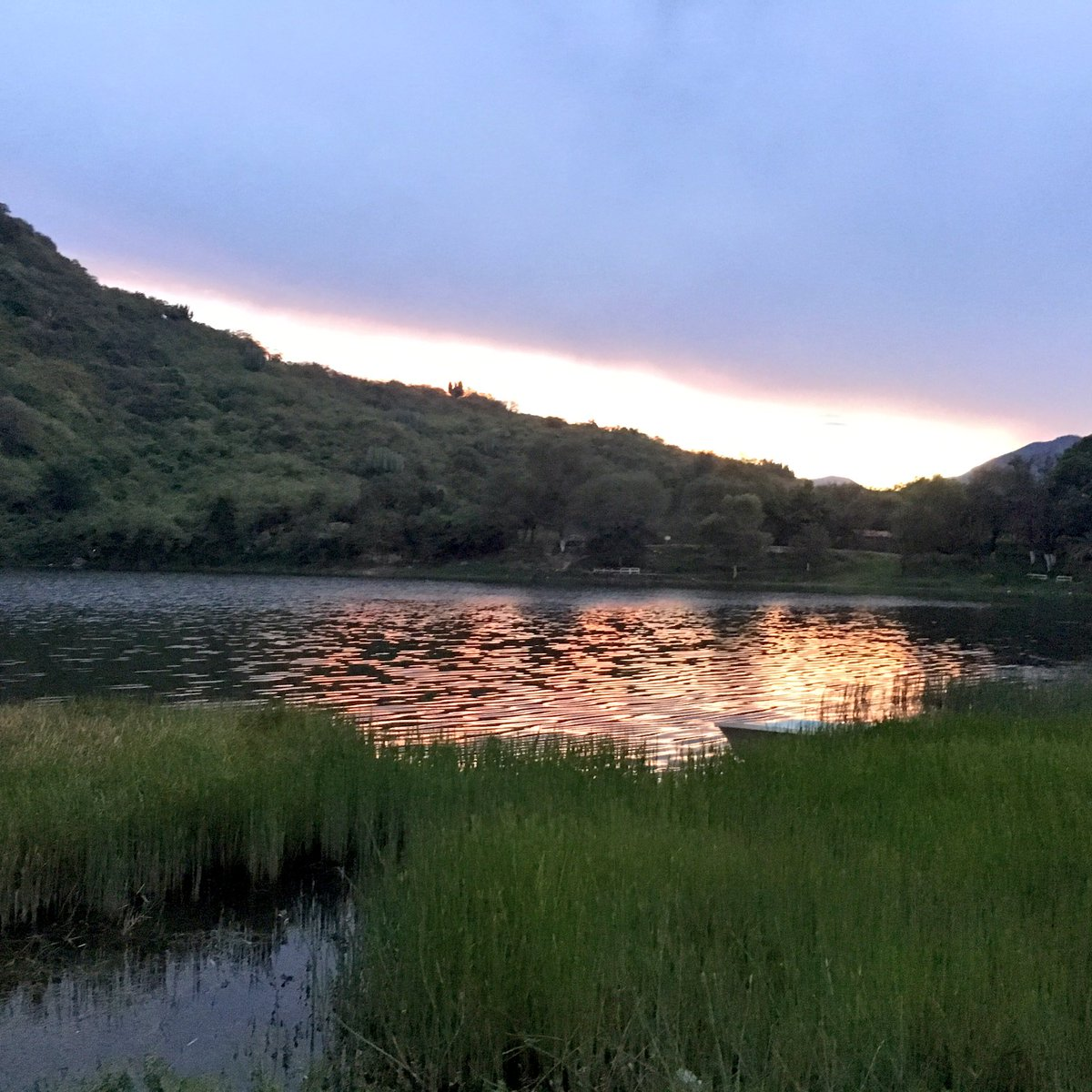
Laguna Ojo de Mar

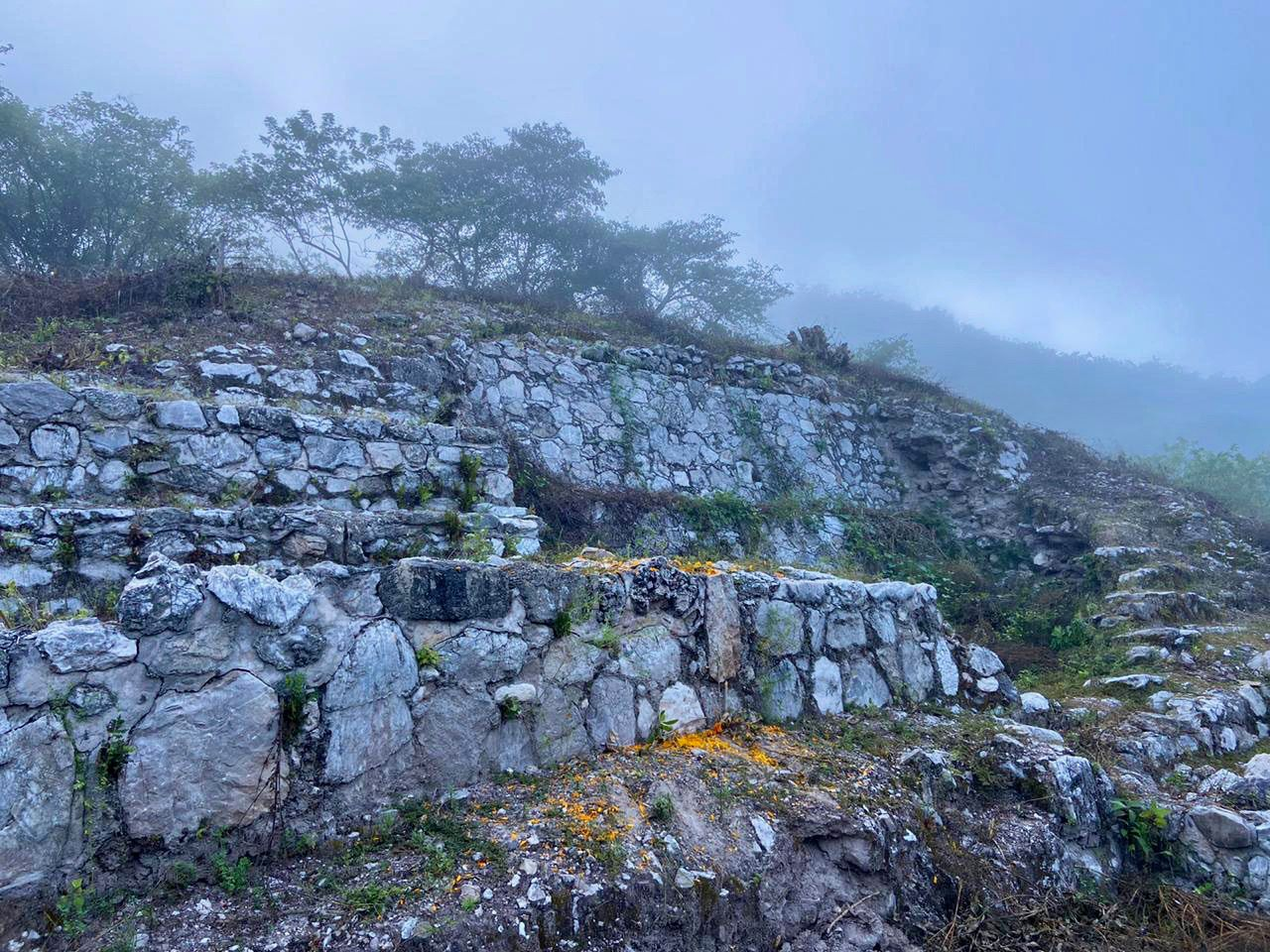
La Plaza Vieja

Los tipos de clima predominante son: Subhúmedo-semicálido y el subhúmedo-cálido; la precipitación pluvial varía de 700 a 900 milímetros, siendo julio y agosto los meses más lluviosos.
- Colonias

Se divide en 12 colonias:
- Bugambilias
- El Paraíso
- El Rosario
- Huamuxtitlán Centro

- La Asunción

- Las Animas
- Las Brisas
- Loma Bonita
- Perla de Oriente
- San Pedro
- Tlalixtaquilla
- La Plaza ViejaValle Dorado

## Transporte

### Autobuses de Pasajeros
Llegan varias líneas de autobuses a Huamuxtitlan y son las siguientes
| Líneas de Autobuses              | Destinos                 |
| -------------------------------- | ------------------------ |
| Autobuses Sur                    | Tlapa - Ciudad de México |
| Autobuses ORO                    | Tlapa - Puebla           |
| Taxis Turística Los Angeles S.A. | Tlapa - Puebla           |